# Лешњикара
Лешњикара (лат. Nucifraga caryocatactes) је врста птице из породице врана. Име рода Nucifraga је пореклом од латинских речи, nucis која означава орашаст плод и  што значи разбити. Реч caryocatactes потиче од грчких речи, karuon што значи орашаст плод и  што значи разбити. 

## Опис
Дужина тела лешњикаре износи од 32 до 35 центиметара, распон крила од 52 до 59 центиметара, а тежина од 124 до 220 грама. Основна боја тела лешњикаре је тамнобраон, а на делу леђа, лицу, врату и трбуху се налазе беле тачке. Задњи део трбуха је беле боје, а такође и доњи део репа, на коме се налази једна попречна црна пруга. Кљун је црне боје, варира у величини и зашиљен на врху.

## Распрострањеност и станиште
У Европи углавном насељава планинске шуме, посебно тамо где шуме пресецају отворене алпске ливаде. Примарно насељава шуме европске смрче, алпског бора, а такође и шуме у којима се налази више врста четинара, као и леска, један од ретких листопадних представника који се налази на станишту лешњикаре. У различитим деловима свог ареала лешњикара насељава станишта са различитим врстама, углавном, четинара. Насељава регионе од равнице, па све до горње шумске границе. 

## Биологија
Лешњикара у бази доње вилице има ојачан гребен који јој омогућава отварање тврдих орашастих плодова којима се храни. Такође се храни и семењем четинара, бобицама, а током пролећа и јесени се храни и бескичмењацима, малим глодарима и малим птицама. Гнежђење почиње у марту. Женка обично излегне 3 или 4 јајета. Гнездо граде од гранчица испреплетених стабљикама врста из рода Rubus, изданцима и лишајевима. Гнездо је дубоко и изнутра обложено семенима врбе маховинама и лишајевима, а смештено је око 6 метара изнад земље у близини главног дебла четинара. Лешњикара је углавном станарица, а током зиме у потрази за храном понекад прелази на ниже надморске висине. Орнитолози процењују да је величина глобалне популације лешњикаре између 4 925 000 и 14 670 000 адултних јединки, са стабилним популационим трендом.

## Угроженост
За лешњикару до сада нису утврђени угрожавајући фактори.

## Лешњикара у Србији
У Србији је редовна гнездарица планинских масива са очуваним шумама четинара. Настањује планине попут Копаоника, Таре, Златара и Старе Планине. Популација лешњикаре у Србији се процењује на од 1.200 до 1.700 парова.